# Campeonato Chino de Turismos
El Campeonato Chino de Turismos (chino: 中国汽车场地职业联赛; pinyin: Zhōngguó Qìchē Chǎngdì Zhíyè Liánsài,  China Touring Car Championship en inglés, abreviado CTCC) es una competición automovilística profesional de turismos china. La serie fue creada en 2004 tras la inauguración del Circuito Internacional de Shanghái y originalmente se conoció como China Circuit Championship (CCC) entre 2004 y 2008. Actualmente está organizada por la CAMF (China Automobile and Motorcycle Federation) y sancionada por Lisheng Sports.
Desde 2020, la competición adoptó un formato multiclase que abarca diferentes categorías: la Supercopa (basada en prototipos modificados), la serie TCR (también conocida como Campeonato de Turismos TCR China desde 2023), la Copa NGCC (turismos compactos), y la Copa Gran Bahía (competición regional). El campeonato cuenta con una media de 5-6 carreras anuales, celebrándose dos rondas en cada una de ellas. Las principales sedes incluyen ciudades como Shanghái, Zhuzhou (Hunan), Shaoxing, Ningbo y Songjiang Sheshan. Más de 20 equipos participan en la competición, incluyendo principales fabricantes de automóviles nacionales e internacionales y equipos profesionales como Dongfeng, Lynk & Co, MG o Hyundai.
La serie utiliza un sistema de puntos por etapa y, en algunas categorías, aplica la regla de salida en orden inverso para los diez primeros clasificados. En años recientes se han añadido nuevas categorías como TCS y TC1, así como un formato de carrera de larga distancia de 55 minutos + 1 vuelta y un sistema de clasificación de pilotos.

## Historia
El CTCC fue establecido en 2004 como China Circuit Championship (CCC) tras la inauguración del Circuito Internacional de Shanghái. Entre 2004 y 2008 operó bajo esta denominación inicial, y en 2012 la serie intentó colaborar con el Campeonato Japonés de Turismos en un proyecto de relanzamiento que no llegó a concretarse.
La competición experimentó una transformación significativa en 2020 con la adopción del formato multiclase, marcando el inicio de la era moderna del campeonato. Durante esta temporada, que concluyó en el circuito internacional de Jiangsu Wanchi en Nanjing, destacó la actuación de Cao Hongwei, quien logró dos victorias consecutivas en la Supercopa. Paralelamente, Huang Fugin del equipo Dongfeng Fengshen se proclamó campeón de pilotos en la Copa China, mientras que su equipo conquistó por primera vez la Copa de Fabricantes. Zhang Zhendong del equipo SAIC Volkswagen 333 revalidó su título en la Supercopa, convirtiéndose en el segundo piloto de la historia en ganar cuatro títulos del CTCC.
El crecimiento del campeonato continuó en 2021 con la incorporación de nuevas sedes al calendario, incluyendo Zhuzhou (Hunan) y Songjiang Sheshan. La temporada se disputó en cuatro categorías: Supercopa, Copa TCR, Copa NGCC y Copa Gran Bahía. Zhang Zhiqiang del equipo Shell Jie Kai Lynk & Co se alzó con múltiples victorias en la TCR Asia, mientras que el equipo MG XPOWER comenzó su participación destacada con victorias de Ai Mingda y Zhang Zhendong en la TCR China. Dongfeng Fengshen continuó su dominio en la NGCC Cup con Liu Yang y Li Huiwei.
La consolidación del formato se produjo en 2022, cuando Shaoxing Keqiao se estableció como sede fija del campeonato. La competición vio la incorporación de nuevos equipos como MG xPower y Hyundai N, intensificando la rivalidad entre fabricantes. Las etapas se distribuyeron entre Zhuzhou para las primeras rondas y Shaoxing para las finales de noviembre, donde Xie Xinzhe del equipo SAIC Volkswagen 333 dominó la Supercopa.
Los años siguientes consolidaron la estructura del campeonato, con la temporada 2023 comenzando en el Circuito Internacional de Shanghái y manteniendo Shaoxing Keqiao como sede regular. Ma Qinghua se proclamó campeón en la décima ronda de la Supercopa-TCR China Series en Zhuzhou, mientras que 2024 vio el surgimiento del equipo 326 Automobile Sports Team, que logró el doble campeonato con actuaciones destacadas de Liu Zichen en el TCR China Challenge.
La evolución más reciente del campeonato se ha reflejado en 2025 con la introducción de las nuevas categorías TCS y TC1 en la sede de Ningbo. El equipo Zhaoqing YBS estableció un nuevo récord de finalización con las victorias de Wang Shui y Wang Xiaohuan en la categoría TC3, mientras que el Ningbo Jinyutu GYT Racing celebró victorias en su pista local con Tu Yate y Wang Honghao en la categoría TCR, demostrando la continua expansión y profesionalización del campeonato chino.